# Трендафил Димитров
Трендафил Димитров Трандов е български опълченец (1877 – 1878) и участник в Сръбско-българската война (1885).

## Биография
Роден е в село Зелениче в Западна Македония, тогава в Османската империя, днес в Гърция. Идва в България с двамата си братя, Фоти и Димитър, единият от които се установява в София, а другият във Варна.
Трендафил Димитров се включва в Българското опълчение. Постъпва на 6 май 1877 година, редник в I дружина, I рота, приведен във II дружина. Уволнен на 4 юли 1878 година.
След войната остава в Княжество България. Установява се в Търново, където служи като стражар.
По време на последвалата Съединението Сръбско-българска война (1885) Трендафил Димитров е доброволец в Българската армия.
Обявен е за почетен гражданин на Габрово през 1923 година заедно с останалите живи по това време опълченци, известни на габровци.
Умира след 1928 година.